# Plumatella tanganyikae
Plumatella tanganyikae is een mosdiertjessoort uit de familie van de Pectinatellidae. De wetenschappelijke naam van de soort is voor het eerst geldig gepubliceerd in 1907 door Rousselet.